# Carlos Robles Fraga
Carlos Robles Fraga (Madrid, 4 de julio de 1953) es un diplomático español. Ha sido embajador de España en Guinea Ecuatorial, Chile y en la República Democrática del Congo.

## Carrera diplomática
Es hijo del también diplomático Carlos Robles Piquer, hermano del diplomático José María Robles Fraga, y sobrino del político Manuel Fraga Iribarne.
Tras licenciarse en Derecho, ingresó en la carrera Diplomática (1979).Ha estado destinado en las embajadas de España en el Consejo del Atlántico Norte, Venezuela y Estados Unidos.
En el Ministerio de Asuntos Exteriores trabajó como subdirector general de Cooperación con los países de Europa Oriental y Asia y subdirector general de Cooperación con los Países Árabes y Mediterráneos.
Fue embajador de España en la República de Guinea Ecuatorial (2003-2009),en Chile (2014-2018)y en la República Democrática del Congo (2020-2023).Tras su jubilación, está vinculado a la Asociación de Diplomáticos Españoles (ADE).